# Fredersdorf-Vogelsdorf
Fredersdorf-Vogelsdorf är en kommun bildad av de två sammanslagna kommunerna Fredersdorf och Vogelsdorf 1993, belägen 25 km öster om centrala Berlin. Administrativt utgör Fredersdorf-Vogelsdorf en självständig amtsfri kommun i Landkreis Märkisch-Oderland i förbundslandet Brandenburg. Kommunen utgör en del av den sammanhängande villaförortsbebyggelsen i östra delen av Berlin/Brandenburgs storstadsområde.

## Geografi
Kommunen indelas administrativt i tre Gemeindeteile (kommundelar):
- Fredersdorf Nord
- Fredersdorf Süd
- Vogelsdorf

Gränsen mellan Fredersdorf och Vogelsdorf utgörs av ett mindre vattendrag, Fredersdorfer Mühlenfliess, och Fredersdorf Nord avdelas från Fredersdorf Süd genom järnvägen Berlin - Kostrzyn nad Odrą.

## Byggnader
- Fredersdorfs första bykyrka uppfördes ursprungligen på 1400-talet men förstördes i trettioåriga kriget. Den nuvarande kyrkan färdigställdes 1709 på uppdrag av den dåvarande godsherren Hans Sigismund von Görtzke. Tornet genomgick en större ombyggnad 1801. Vid kyrkan finns gravmonument för ryttmästaren von Walwitz och ett minnesmärke över stupade soldater i första världskriget. I en krypta under tornet finns släkten Görtzkes gravplats, med tio bevarade sarkofager.
- Fogelsdorfs bykyrka
- Rådhuset
- Fredersdorf (b Berlin) järnvägsstation
- Bahnhof Fredersdorf (b Berlin) mit Fußgängerbrücke (Verbindung von Fredersdorf Nord und Süd)
- Greve Heinrich von Podewils mausoleum
- Hantverksredskapsmuseet
- Minnesmärke från 1951 över fascismens offer vid Platz der Freiheit, skulpterat av Gente
- Velodromen, uppförd 1956 och senare renoverad
- De förfallna byggnadsresterna vid Fredersdorfs tidigare herrgård är idag under upprustning i hembygdsföreningens regi.
- Evangeliska kyrkogården Fredersdorf-Süd